# Zatoka
Zatoka (ukrainien : Затoка, russe : Затока, tatar Boğazköy, roumain : Bugazu) est une commune urbaine de l'oblast d'Odessa, dans le Boudjak, sur la passe du Dniestr, en Ukraine. Elle compte 1 959 habitants en 2021.

## Histoire
Le village fait partie de la raya ottomane du Bucak (Boudjak) administrée par le khanat de Crimée jusqu'en 1812 lorsque l'Empire russe conquiert la région et forme le gouvernement de Bessarabie. Les turcs et les tatars l'appelaient Boğazköy (« village du détroit »), les pêcheurs grecs pontiques Ammoglossa (« langue de sable »), les bergers moldaves Portitsa (« passe maritime »). En 1827 l'Empire russe y élève un phare. En 1850, ce dernier est desservi par une équipe de six marins de la flotte russe de la mer Noire. Il est reconstruit en 1877, à hauteur de 16 mètres, avec une lentille de Fresnel et une flamme au gaz. L'administration russe dénomme le village Bugaz. Moldave en 1917, Bugaz devient roumain de 1918 à 1940 et soviétique en 1940, mais est occupé de 1941 à 1944 par les troupes de l'Axe. Il revient à l'URSS en 1944. En 1945, un décret de la république socialiste soviétique d'Ukraine le renomme en Zatoka.
Zatoka comptait 1 570 habitants en 1989,. L'endroit est devenu une station balnéaire prisée des Odessites.

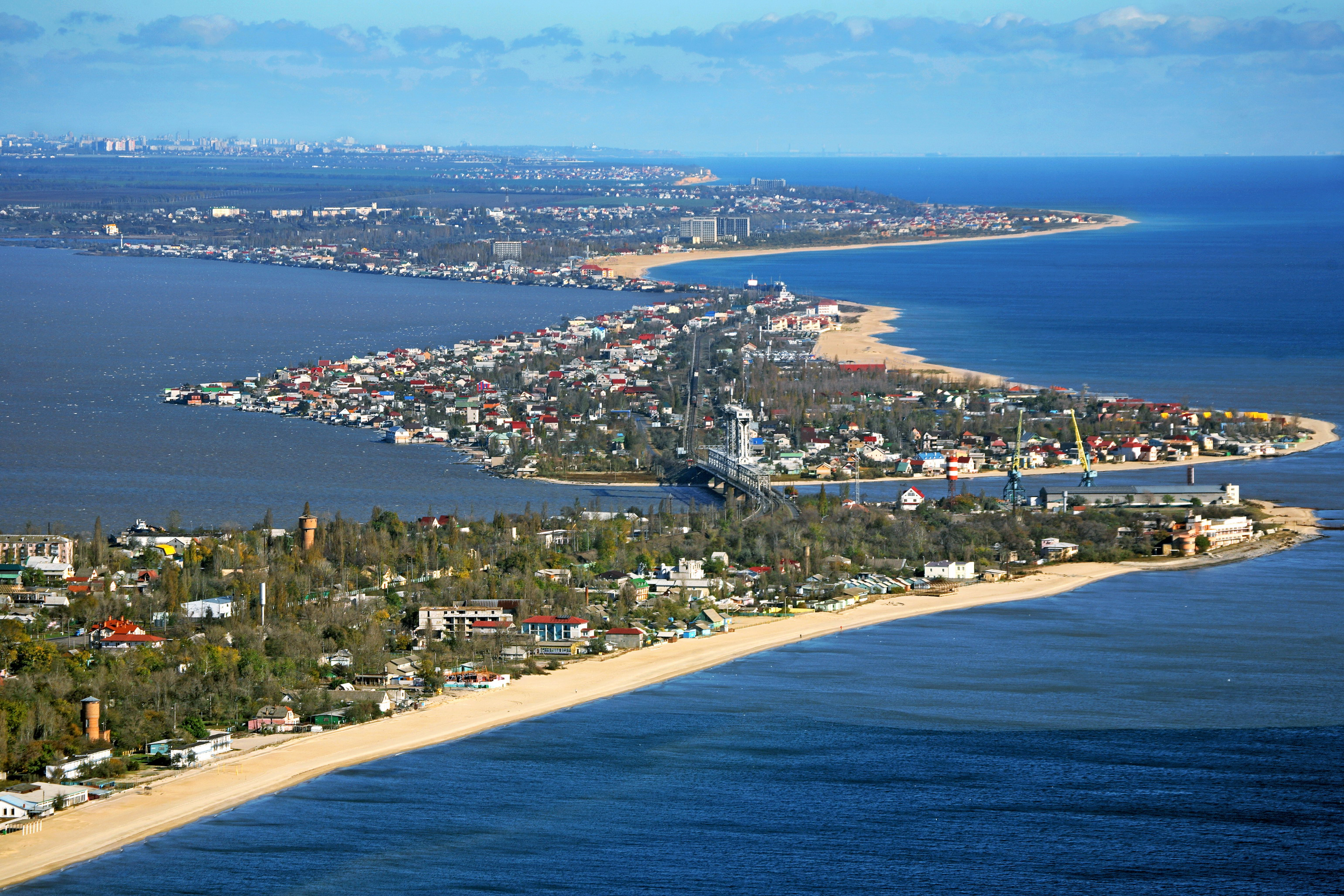
Panorama de Zatoka.
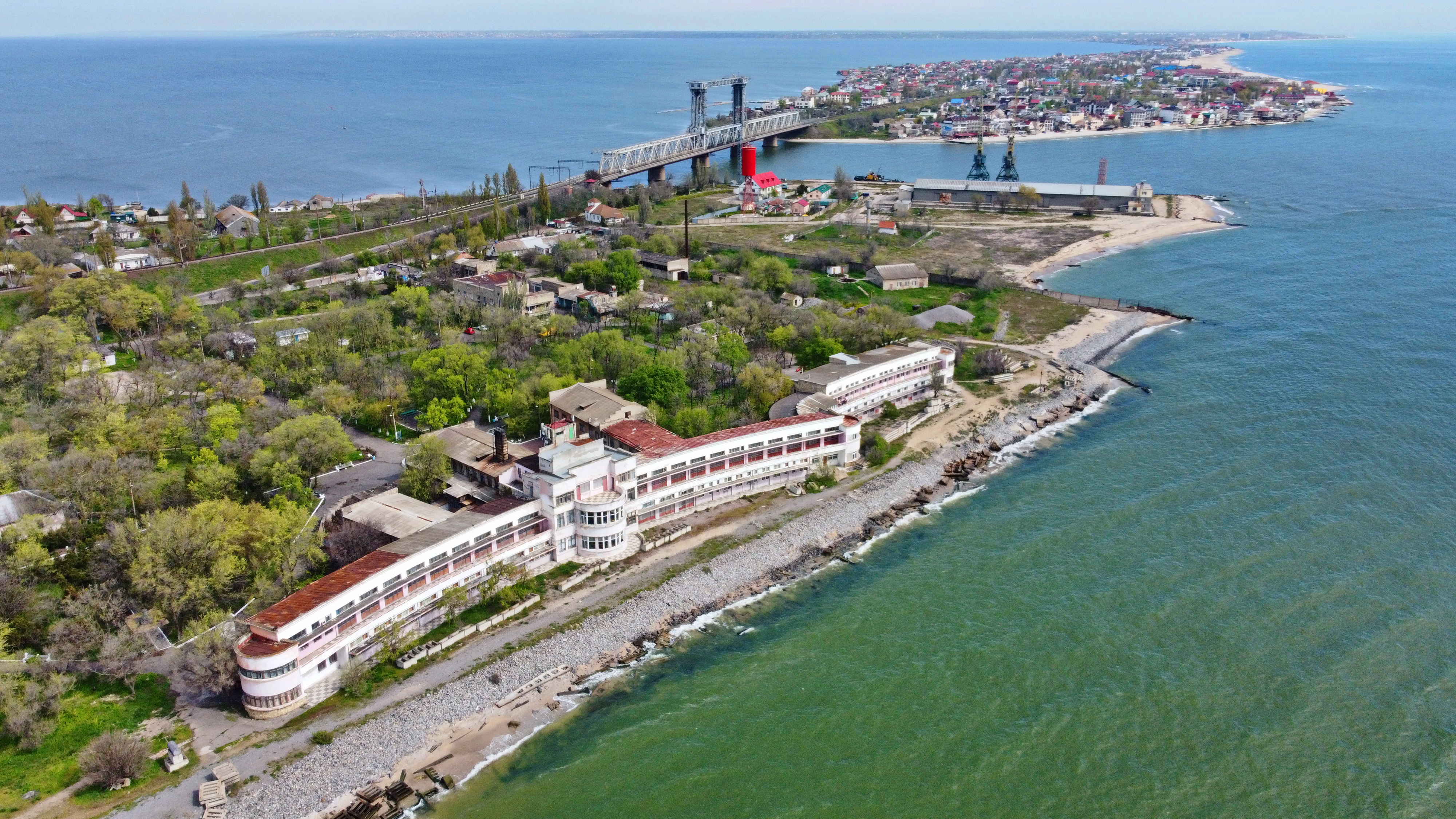
Sanatorium du Bugaz à Zatoka, édifié en 1936 par l'architecte Angelo Viecelli, classé historique[5].
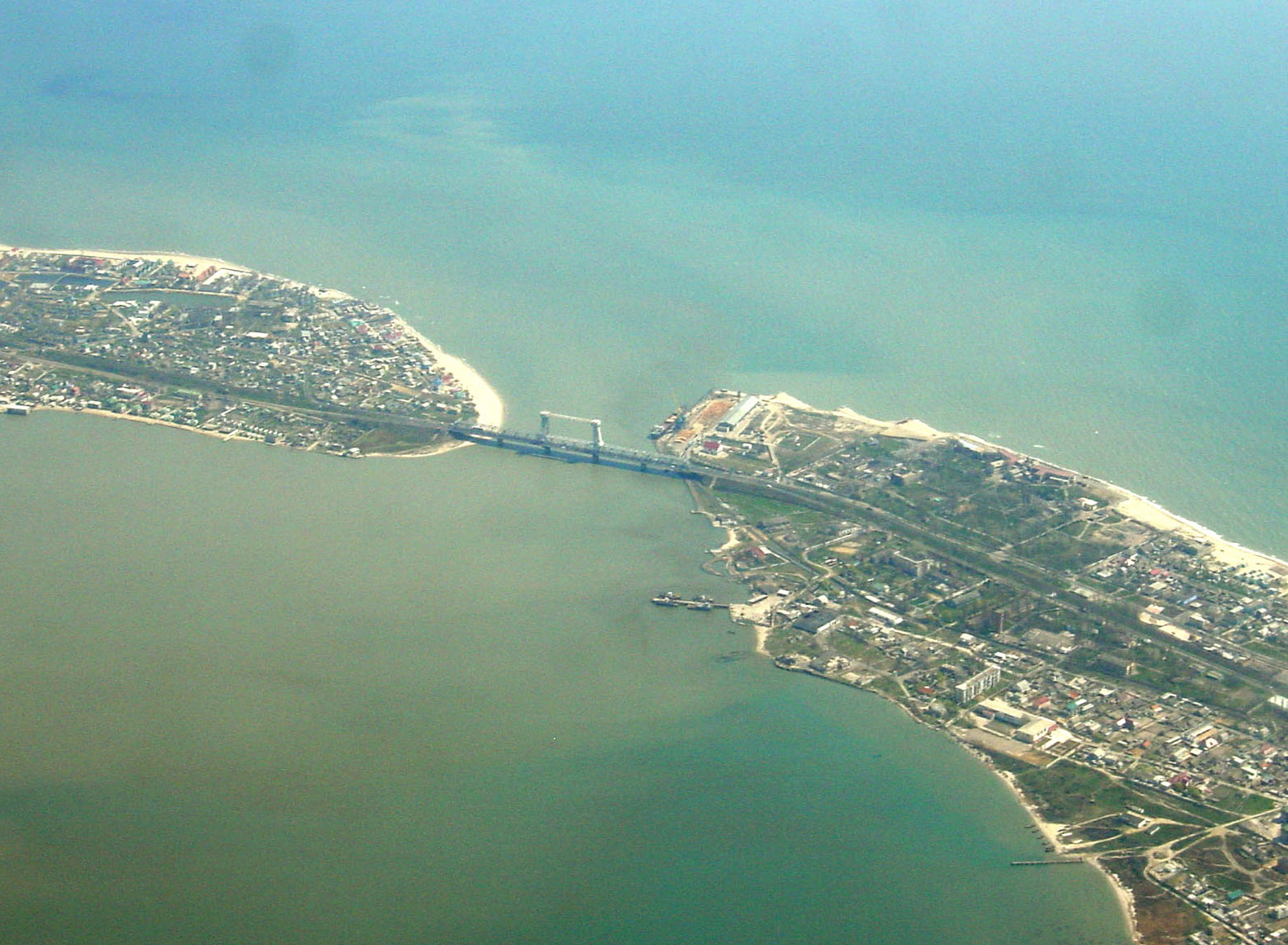
Pont-levis de Zatoka.
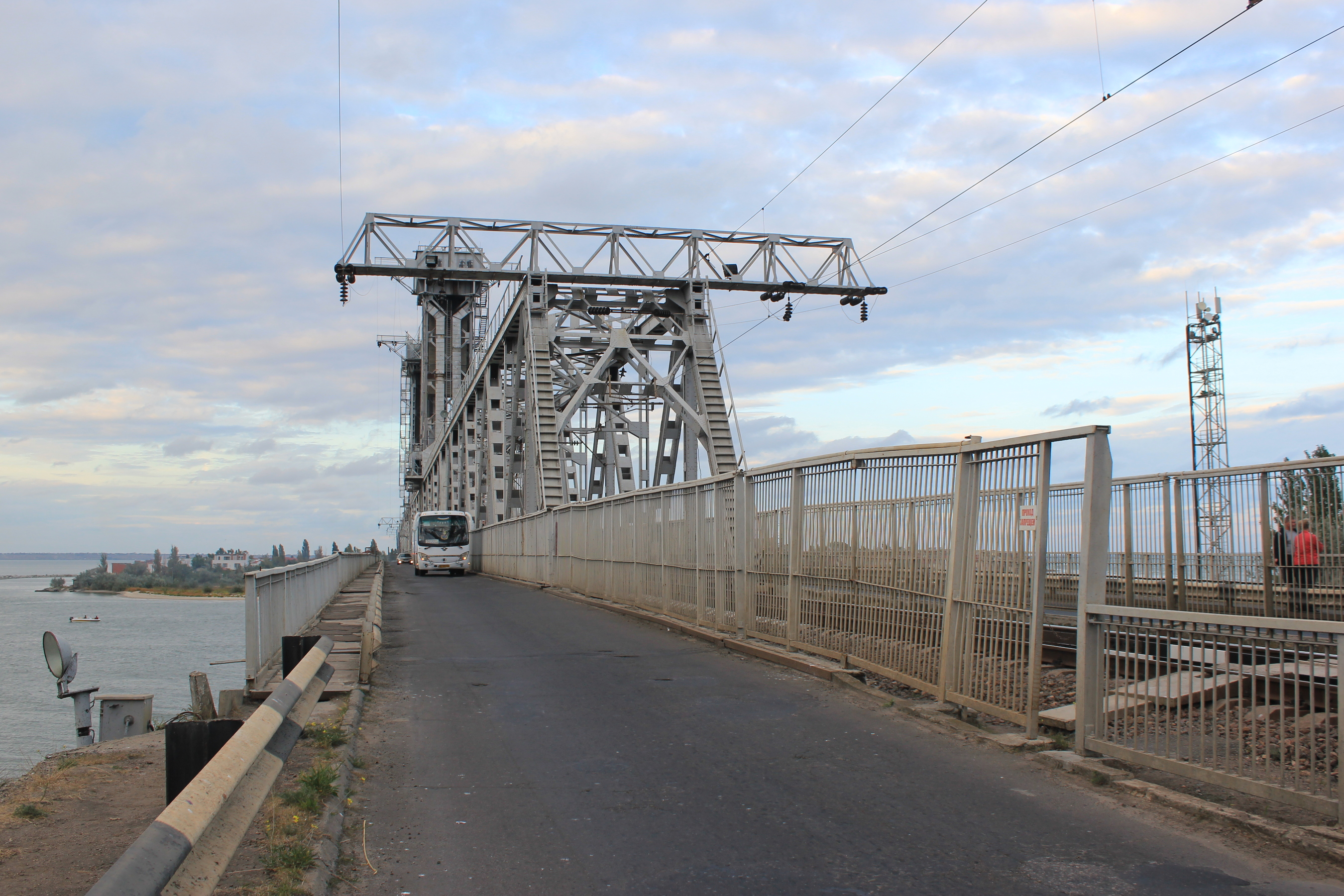
Pont-levis ferroviaire et routier de Zatoka.
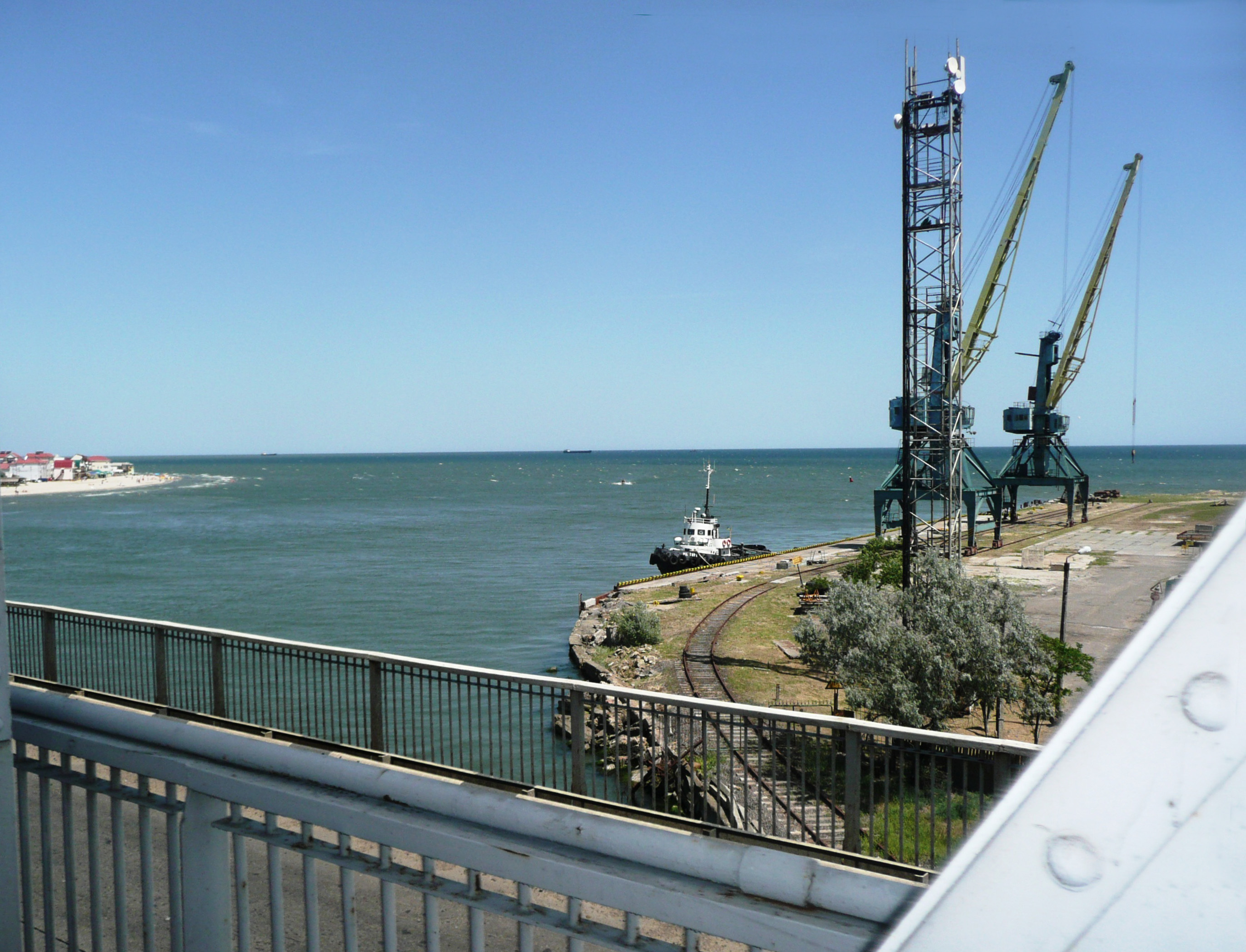
La passe du Dniestr en direction de la mer Noire vue depuis un train sur le pont.

## Transports
La route d'importance régionale Odessa-Belgorod-Dniestrovsky (T-16-04) longe toute la commune, le long de laquelle circulent les transports de minibus 534 et 560, ainsi que la ligne ferroviaire Odessa-Belgorod-Dniestrovsky-Izmaïl. Les trains de voyageurs n° 687 Odessa-Berezino, n° 146SH Izmaïl-Kiev, n° 136 Belgorod-Dniestrovsky-Tchernivtsi  et les trains de banlieue Odessa-Belgorod-Dniestrovsky (6 paires en été et 3 paires en hiver) traversent Zatoka. Le transport ferroviaire joue un rôle important dans la vie de la commune.
Depuis juin 2009, le transport fluvial a été rétabli pendant la période estivale entre les quais de Bugaz (nom de la gare et du port de Zatoka) et de Belgorod-Dniestrovsky.
Zatoka est le second axe pour relier Odessa sur le cordon littoral de la mer Noire à la région du Boudjak par son pont-levis sur l'embouchure du Dniestr. L'axe principal contourne quant à lui le liman du Dniestr et se situe dans les terres par la route européenne 87 par le village moldave de Palanca.
Il est à noter au début de l'invasion de l'Ukraine par la Russie que le pont de Zatoka est un point de passage de l'armement lourd en provenance des pays européens, d'où le bombardement de ce pont par les forces russes, le 26 et le 27 avril 2022,.